# Пенджаб (Пакистан)
Пенджаб (урду پنجاب, пенджаб. ਪੰਜਾਬ, panjāb; англ. Punjab) — провінція на сході Пакистану. Це найбільша за населенням провінція країни, в якій мешкає близько 53 % її населення (у 2017 році 110 012 442 мешканців), столиця і найбільше місто — Лахор.
Найпоширеніша мова — панджабі, також поширені урду, сарайкі, меваті, потоварі і пушту. 97,21 % населення Пенджабу — мусульмани, переважно суніти, є також і шиїтська меншість. Рівень грамотності на 2008 рік становить 79,7 %.

## Історія
Пенджаб був частиною однієї з найдавніших цивілізацій світу — Індської (Хараппської). Руїни міста Хараппа, які знаходяться в сучасному Пенджабі, свідчать про високоорганізоване суспільство з розвиненою системою містобудування, торгівлі й письма.
У II тисячолітті до н.е. арійські племена оселилися в регіоні, і саме тут виникли ранні тексти «Рігведи». Пенджаб називали «Сапта-Сіндгу» (земля семи річок) через його річкову систему.
У VI ст. до н.е. регіон потрапив під владу Ахеменідів.
У IV ст. до н.е. Олександр Македонський завоював Пенджаб, але після його смерті регіон став частиною імперії Маур'їв.
У середньовіччі Пенджаб перебував під владою різних індійських династій, зокрема Гуптів і династії Гангу. Він також був важливим центром індуїзму й буддизму.
У VIII–XII століттях мусульманські завоювання привели до поширення ісламу в регіоні. Пенджаб був інтегрований в Делійський султанат, а пізніше став частиною імперії Великих Моголів. У цей період регіон перетворився на культурний і торговий центр.
У XV столітті в Пенджабі зародився сикхізм завдяки Гуру Нанаку та його послідовникам.
Пенджаб став центром Сикхської імперії, заснованої махараджею Ранджитом Сінгхом. Імперія була потужною військовою і політичною силою до її анексії Британською імперією в 1849 році. У колоніальний період Пенджаб став важливим регіоном для британців завдяки своїй родючій землі та стратегічному розташуванню. Британці розвинули іригаційну систему, що перетворило регіон на аграрну базу.
Після здобуття незалежності від Британії Пенджаб був розділений між Індією та новоутвореним Пакистаном. Мільйони мусульман, індуїстів і сикхів перетнули кордони внаслідок одного з найбільших переселень в історії. Пакистанський Пенджаб став ключовою провінцією нової держави. Завдяки своїй родючій землі Пенджаб залишився аграрним серцем країни, виробляючи більшу частину продовольства для нації. Сьогодні Пенджаб є найрозвиненішим і найбагатшим регіоном Пакистану.

## Округи
| No. | Округ           | Столиця         | Площа (км2) | Населення (2017) | Щільність (людей/км2) | Дивізіон      |
| --- | --------------- | --------------- | ----------- | ---------------- | --------------------- | ------------- |
| 1   | Атток           | Атток           | 6 858       | 1 883 556        | 274                   | Равалпінді    |
| 2   | Бахавалнагар    | Бахавалнагар    | 8 878       | 2 981 919        | 335                   | Бахавалпур    |
| 3   | Бахавалпур      | Бахавалпур      | 24 830      | 3 668 106        | 147                   | Бахавалпур    |
| 4   | Бхаккар         | Бхаккар         | 8,153       | 1 650 518        | 202                   | Саргодха      |
| 5   | Вазірабад       | Вазірабад       | 1,206       | 830 396          | 689                   | Гуджрат       |
| 6   | Віхарі          | Віхарі          | 4,364       | 2 897 446        | 663                   | Мултан        |
| 7   | Гуджранвала     | Гуджранвала     | 3 622       | 5 014 196        | 1384                  | Гуджранвала   |
| 8   | Гуджрат         | Гуджрат         | 3,192       | 2 756 110        | 863                   | Гуджрат       |
| 9   | Дера-Газі-Хан   | Дера-Газі-Хан   | 11 922      | 2 872 201        | 240                   | Дера-Газі-Хан |
| 10  | Джанг           | Джанг           | 8,809       | 2 743 416        | 311                   | Фейсалабад    |
| 11  | Джелам          | Джелам          | 3,587       | 1 222 650        | 340                   | Равалпінді    |
| 12  | Касур           | Касур           | 4,796       | 3 454 996        | 720                   | Лахор         |
| 13  | Кот-Адду        | Кот-Адду        |             |                  |                       | Дера-Газі-Хан |
| 14  | Лайя            | Лайя            | 6,291       | 1 824 230        | 290                   | Дера-Газі-Хан |
| 15  | Лахор           | Лахор           | 1,772       | 11 126 285       | 6278                  | Лахор         |
| 16  | Лодран          | Лодран          | 2,778       | 1 700 620        | 612                   | Мултан        |
| 17  | Манді Бахауддін | Манді Бахауддін | 2,673       | 1 593 292        | 596                   | Гуджрат       |
| 18  | Міанвалі        | Міанвалі        | 5,840       | 1 546 094        | 264                   | Саргодха      |
| 19  | Музаффаргарх    | Музаффаргарх    | 8,249       | 4 322 009        | 523                   | Дера-Газі-Хан |
| 20  | Мултан          | Мултан          | 3,720       | 4 745 109        | 1275                  | Мултан        |
| 21  | Муррі           | Муррі           |             |                  |                       | Равалпінді    |
| 22  | Нанкана-Сахіб   | Нанкана-Сахіб   | 2,960       | 1 356 374        | 458                   | Лахор         |
| 23  | Наровал         | Наровал         | 2,337       | 1 709 757        | 731                   | Гуджранвала   |
| 24  | Окара           | Окара           | 4,377       | 3 039 139        | 694                   | Сахівал       |
| 25  | Пакпаттан       | Пакпаттан       | 2,724       | 1 823 687        | 669                   | Сахівал       |
| 26  | Равалпінді      | Равалпінді      | 5,286       | 5 405 633        | 1322                  | Равалпінді    |
| 27  | Раджанпур       | Раджанпур       | 12 319      | 1 995 958        | 162                   | Дера-Газі-Хан |
| 28  | Рахім Яр Хан    | Рахім Яр Хан    | 11 880      | 4 814 006        | 405                   | Бахавалпур    |
| 29  | Саргодха        | Саргодха        | 5,854       | 3 703 588        | 632                   | Саргодха      |
| 30  | Сахівал         | Сахівал         | 3,201       | 2 517 560        | 786                   | Сахівал       |
| 31  | Сіалкот         | Сіалкот         | 3,016       | 3 893 672        | 1291                  | Гуджранвала   |
| 32  | Талаганг        | Талаганг        | 3,122       | 572 818          | 198                   | Равалпінді    |
| 33  | Таунса          | Таунса          |             |                  |                       | Дера-Газі-Хан |
| 34  | Тоба-Тек-Сінгх  | Тоба-Тек-Сінгх  | 3,252       | 2 190 015        | 673                   | Фейсалабад    |
| 35  | Фейсалабад      | Фейсалабад      | 5 856       | 7 873 910        | 1344                  | Фейсалабад    |
| 36  | Ханевал         | Ханевал         | 4,349       | 2 921 986        | 671                   | Мултан        |
| 37  | Хафізабад       | Хафізабад       | 2367        | 1 156 957        | 488                   | Гуджрат       |
| 38  | Хушаб           | Джаухарабад     | 6,511       | 1 281 299        | 196                   | Саргодха      |
| 39  | Чаквал          | Чаквал          | 6 524       | 1 495 982        | 229                   | Равалпінді    |
| 40  | Чініот          | Чініот          | 2 643       | 1 369 740        | 518                   | Фейсалабад    |
| 41  | Шейкхупура      | Шейкхупура      | 5,960       | 3 460 426        | 580                   | Лахор         |